# Louis de Wecker

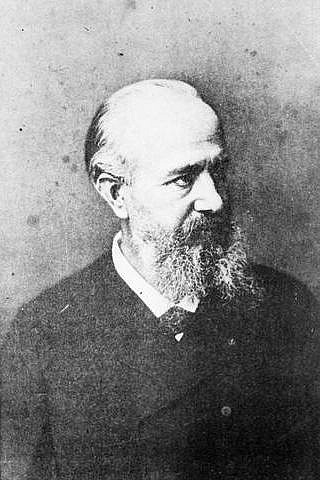
Louis de Wecker (ca. 1890)

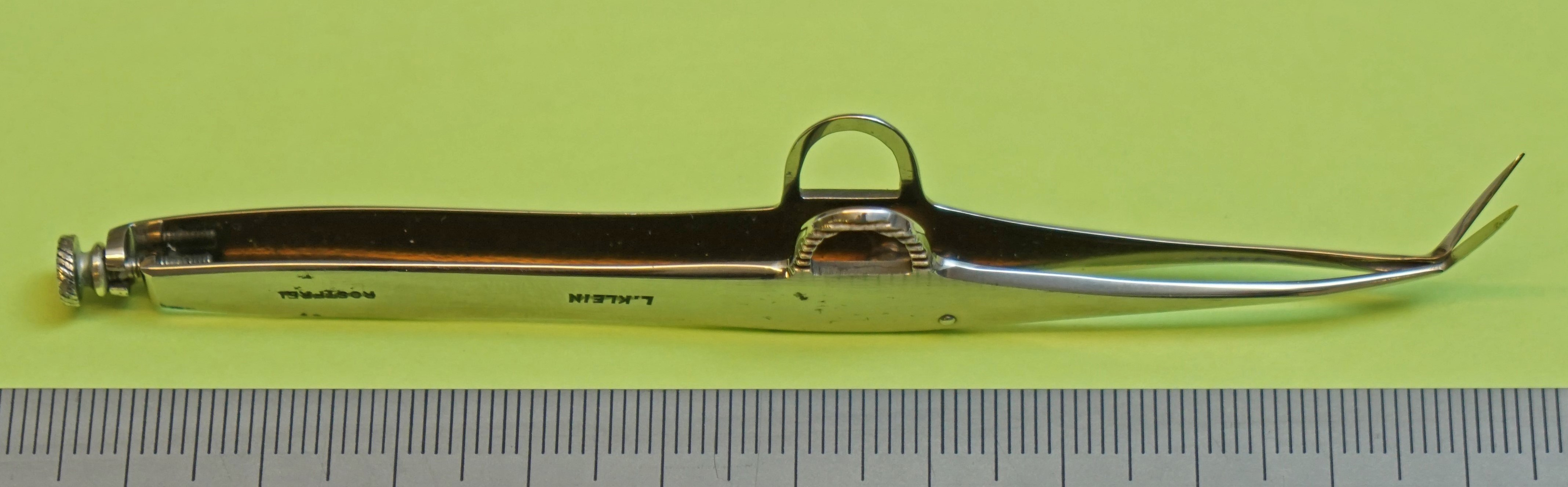
Wecker-Schere

Louis de Wecker, geboren als Ludwig Wecker (* 29. September 1832  in Frankfurt am Main; † 24. Januar 1906 in Paris) war ein deutsch-französischer Augenarzt.

## Leben
Wecker studierte Medizin an den Universitäten in Würzburg, Berlin, Wien und Paris und erhielt Doktorate in Würzburg (1855) und Paris (1861). Seine augenärztlichen Lehrer waren Albrecht von Graefe in Berlin, Ferdinand von Arlt sowie Friedrich Jaeger von Jaxtthal und dessen Sohn Eduard in Wien, in Paris Julius Sichel und Louis-Auguste Desmarres. Ab 1862 leitete er in Paris eine gut frequentierte Augenklinik.
De Wecker entwarf und modifizierte eine Reihe von Instrumenten für die Augenchirurgie. Sein Name ist mit der Wecker-Schere verbunden, einer kleinen, spitzen, selbstöffnenden Schere.